# Arcadie Rusu
Arcadie Rusu (ur. 28 czerwca 1993 w Kiszyniowie) – mołdawski piłkarz występujący na pozycji prawego obrońcy w mołdawskim klubie Zimbru Kiszyniów.

## Sukcesy

### Klubowe
Petrocub Hîncești
- Zdobywca Pucharu Mołdawii: 2019/2020